# インターアクション・カウンシル
インターアクション・カウンシル（英語：InterAction Council）とは、世界各国の大統領、首相経験者をメンバーとする国際会議。元日本国総理大臣福田赳夫の呼びかけで1983年に創設された。OBサミットとも呼ばれる。

## 概要
この会議の趣旨は、「人類が直面する政治、経済、社会、倫理等の分野における諸問題の実践的な解決へ向けた提言を検討する」とされ、具体的に次の3分野に関する国際協力と提言を主な活動としている。
- 平和と安全保障
- 世界経済の活性化
- 普遍的倫理基準

メンバーには政界引退後も世界的に影響力を持つ人物が数多く参加している。また、数少ない日本発の国際的なイニシアティブのひとつでもある。

## メンバー
- 創設者
  -  福田赳夫元日本国首相
- 名誉議長
  -  マルコム・フレーザー 元オーストラリア首相
- 共同議長
  -  イングヴァール・カールソン 元スウェーデン首相
- メンバー
  -  アンドリース・ファンアフト 元オランダ首相
  -  エスコ・アホ 元フィンランド首相
  -  ヴァルディス・ビルカフス 元ラトビア首相
  -  ジェームス・ボルジャー 元ニュージーランド首相
  -  ジミー・カーター 元アメリカ大統領
  -  ジャン・クレティエン 元カナダ首相
  -  ウィリアム・J・クリントン 元アメリカ大統領
  -  ヴィグディス・フィンボガドゥティル 元アイスランド大統領
  -  ヴァレリー・ジスカール・デスタン 元フランス大統領
  -  フェリペ・ゴンサレス・マルケス 元スペイン首相
  -  バカルディン・ユスフ・ハビビ 元インドネシア大統領
  -  李洪九 元韓国首相
  -  ハミル・マワ 元エクアドル大統領
  -  アブドゥル・サラム・マジャーリ 元ヨルダン首相
  -  ジョン・メージャー 元イギリス首相
  -  クェット・マシーレ 元ボツワナ大統領
  -  オルシェグン・オバサンジョ 元ナイジェリア大統領
  -  アンドレス・パストラーナ 元コロンビア大統領
  -  ジェリー・ローリングス 元ガーナ大統領
  -  メアリー・ロビンソン 元アイルランド大統領
  -  ジョゼ・サルネイ 元ブラジル大統領
  -  コンスタンディノス・シミティス 元ギリシャ首相
  -  ハンナ・スホツカ 元ポーランド首相
  -  ジョージ・バシリウー 元キプロス大統領
  -  フランツ・ヴラニツキー 元オーストリア首相
  -  エルネスト・セディージョ・ポンセ・デ・レオン 元メキシコ大統領
  -  福田康夫元日本国首相

### 休会メンバー
- オスカル・アリアス・サンチェス コスタリカ大統領

### 他界した元メンバー
- ピエール・エリオット・トルドー（1919年 - 2000年）元カナダ首相
- カレビ・ソルサ（1930年 - 2004年）元フィンランド首相
- マリア・デ・ルールデス・ピンタシルゴ（1930年 - 2004年）元ポルトガル首相
- ミサエル・パストラーナ（1923年 - 1997年）元コロンビア大統領
- ジェームズ・キャラハン（1912年 - 2005年）元イギリス首相
- 申鉉碻（1920年 - 2007年）元韓国国務総理
- 宮澤喜一（1919年 - 2007年）元日本国首相
- ホルン・ジュラ（1932年 - 2013年）元ハンガリー首相
- ネルソン・マンデラ（1918年 - 2013年）元南アフリカ大統領
- リヒャルト・フォン・ヴァイツゼッカー（1920年 - 2015年）元ドイツ大統領
- リー・クアンユー（1923年 - 2015年）元シンガポール首相
- エフゲニー・プリマコフ（1929年 - 2015年）元ロシア首相
- ヘルムート・シュミット（1918年 - 2015年）元ドイツ首相
- ミシェル・ロカール（1930年 - 2016年）元フランス首相
- カルロ・アツェリオ・チャンピ（1920年 - 2016年）イタリア首相、イタリア大統領
- シモン・ペレス（1923年 - 2016年）元イスラエル首相

## 過去の開催地
- 第1回 ウィーン（オーストリア） 1983年
- 第2回 ブリオニ（ユーゴスラビア） 1984年5月
- 第3回 パリ（フランス） 1985年4月
- 第4回 東京・箱根 1986年4月
- 第5回 クアラルンプール（マレーシア） 1987年4月
- 第6回 モスクワ（ソビエト連邦） 1988年5月
- 第7回 ワシントンD.C.（アメリカ） 1989年5月
- 第8回 ソウル（韓国） 1990年5月
- 第9回 プラハ（チェコスロバキア） 1991年5月
- 第10回 ケレタロ（メキシコ） 1992年5月
- 第11回 上海（中国） 1993年5月
- 第12回 ドレスデン（ドイツ） 1994年6月
- 第13回 東京 1995年5月
- 第14回 バンクーバー（カナダ） 1996年5月
- 第15回 ノルドヴァイク（オランダ） 1997年6月
- 第16回 リオデジャネイロ（ブラジル） 1998年5月
- 第17回 カイロ（エジプト） 1999年5月
- 第18回 ヘルシンキ（フィンランド） 2000年6月
- 第19回 淡路島 2001年5月
- 第20回 ベルリン（ドイツ） 2002年6月
- 第21回 モスクワ（ロシア） 2003年6月
- 第22回 ザルツブルク（オーストリア） 2004年7月
- 第23回 スタンフォード大学、カリフォルニア（アメリカ） 2005年6月
- 第24回 死海の畔（ヨルダン） 2006年5月
- 第25回 ウィーン（オーストリア） 2007年5月
- 第26回 ストックホルム （スウェーデン） 2008年6月
- 第27回 キング・アブドラ・エコノミック・シティ （サウジアラビア） 2009年5月
- 第28回 広島市 2010年4月